# 太子港

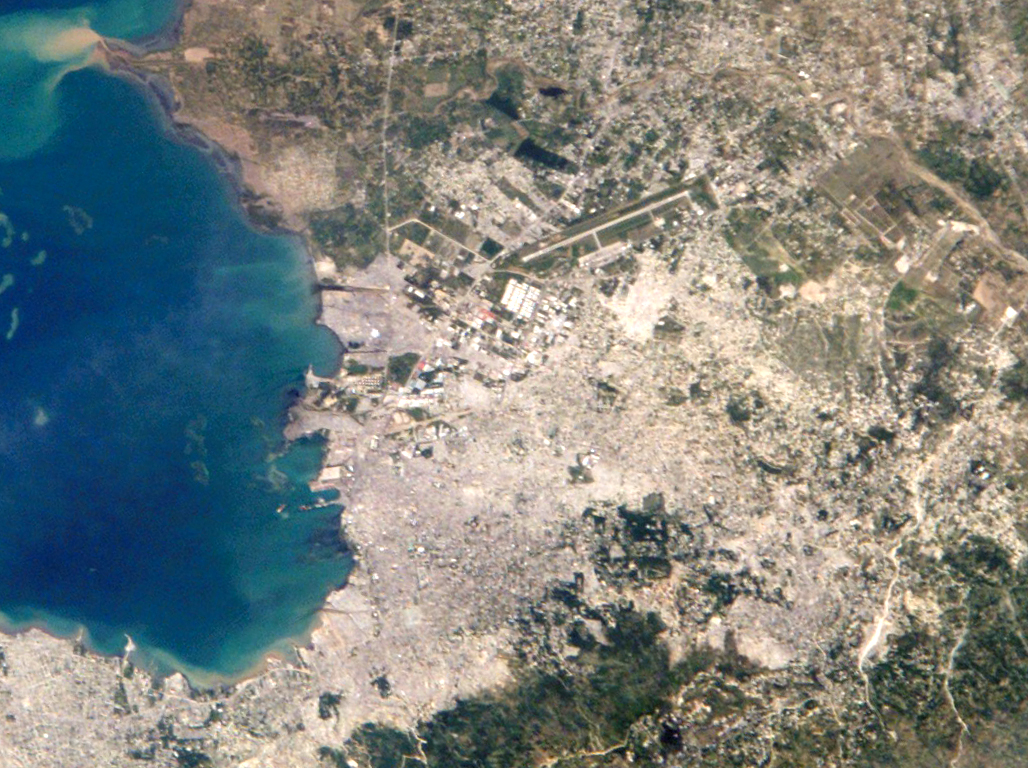
太子港

太子港（法語： [pɔʁ o pʁɛ̃s]；海地克里奧爾語： [pɔtopɣɛ̃s]），海地首都，位於加勒比海的伊斯帕尼奧拉島西部，是戈納夫灣的天然港口，該地區原屬於阿拉瓦克文明，於1749年成為法國殖民統治。城市的地理佈局類似一個圓形劇場，商業區靠近海邊，而住宅區則漸次拉升位於山上。
由於山坡上的貧民窟持續增長，以致城市人口難以精確統計。最近估計大都市區的人口約為370萬，接近海地全國人口約一半。2010年海地地震造成大量建築物破壞與人民傷亡，海地政府估計震災的死亡人數為23萬人。

## 歷史
相传，在法國殖民时代，海上刮起风暴，一艘法国“太子”号轮船驶进港口后平安无事，后来人们以这艘轮船的名字命名它为太子港。这里本是印第安人居地，1492年哥伦布发现海地岛后，西班牙人蜂拥而至。1697年落入法国人之手。太子港始建于1749年，1770年取代海地角成为法属圣多明各殖民地首府。1804年，海地独立，太子港成为首都。

## 經濟
- 太子港是全国的主要港口，全国对外贸易额的70%和占出口值40%的咖啡由此出口。
- 太子港工业区向北切入库尔德萨克平原，是全国唯一的工业基地，有制糖、轧米、水泥、剑麻加工、制鞋、服装、体育用品等厂家，其中棒球产量居世界首位。

## 地理
太子港位于伊斯帕尼奥拉岛西部、戈纳夫湾东南岸、拉萨尔山、库尔德萨克平原与加勒比海的交接处，面对戈纳夫岛。
2010年1月12日，距离太子港以西10英里处发生芮氏規模7.0的地震，并在之后发生了最大規模为6.1的多次余震，造成包括总统府、联合国维和部队总部大楼等大量建筑损毁。2020年代海地的政治動盪與幫派肆虐，導致大量居民逃離太子港。

## 氣候
太子港的氣候屬於熱帶乾濕季氣候，全年氣溫大致平均。三月到十一月是雨季，不過七月的雨水稍少，而旱季則是餘下的三個月份。太子港的旱季通常溫而濕，雨季則通常熱而濕。
| 太子港              | 太子港   | 太子港   | 太子港   | 太子港    | 太子港    | 太子港    | 太子港   | 太子港    | 太子港    | 太子港    | 太子港   | 太子港   | 太子港       |
| 月份                | 1月      | 2月      | 3月      | 4月       | 5月       | 6月       | 7月      | 8月       | 9月       | 10月      | 11月     | 12月     | 全年         |
| ------------------- | -------- | -------- | -------- | --------- | --------- | --------- | -------- | --------- | --------- | --------- | -------- | -------- | ------------ |
| 历史最高温 °C（°F） | 34 (93)  | 35 (95)  | 37 (99)  | 37 (99)   | 37 (99)   | 37 (99)   | 38 (100) | 38 (100)  | 37 (99)   | 37 (99)   | 36 (97)  | 34 (93)  | 38 (100)     |
| 平均高温 °C（°F）   | 31 (88)  | 31 (88)  | 32 (90)  | 32 (90)   | 32 (90)   | 33 (91)   | 34 (93)  | 34 (93)   | 33 (91)   | 32 (90)   | 31 (88)  | 31 (88)  | 32 (90)      |
| 平均低温 °C（°F）   | 20 (68)  | 20 (68)  | 21 (70)  | 22 (72)   | 22 (72)   | 23 (73)   | 23 (73)  | 23 (73)   | 23 (73)   | 22 (72)   | 22 (72)  | 21 (70)  | 22 (72)      |
| 历史最低温 °C（°F） | 17 (63)  | 16 (61)  | 16 (61)  | 16 (61)   | 19 (66)   | 19 (66)   | 19 (66)  | 20 (68)   | 19 (66)   | 19 (66)   | 18 (64)  | 16 (61)  | 16 (61)      |
| 平均降水量 mm（）   | 33 (1.3) | 58 (2.3) | 86 (3.4) | 160 (6.3) | 231 (9.1) | 102 (4.0) | 74 (2.9) | 145 (5.7) | 175 (6.9) | 170 (6.7) | 86 (3.4) | 33 (1.3) | 1,353 (53.3) |
| 来源：BBC Weather   |          |          |          |           |           |           |          |           |           |           |          |          |              |

## 文化資產
太子港市在國家宮（National Palace）及其周邊地區有豐沛的文化資產。國家宮是太子港市的早期建築，曾經歷毀壞後於1920年重建，但在2010年大地震中，中心圓頂屋頂再次倒塌毀壞。1938年成立的國家博物館 (National Museum) ，收藏涵蓋從阿拉瓦克和泰諾印第安人時代到 1940 年代的海地歷史文物。海地藝術博物館(Musée d'Art Haïtien du Collège Saint-Pierre) 收藏了該國具有才華藝術家的作品。其他還有國家檔案館、國家圖書館、表達藝術畫廊 (Expressions Art Gallery) 、太子港主教座堂 (Cathedral of Our Lady of the Assumption) 都是太子港殖民時代以來文化資產的地標。
在 1880至 1920 年代間，海地富有家族的住宅建築結合當地傳統和西方建築文化影響，形成薑餅風格建築 (gingerbread)。該建築藝術風格來自於歐洲和北美的手工建築技藝，特別是法國的工匠藝術。該建築風格有強烈的裝飾性，通常有大格局的門窗、拉高的天花板、大型的閣樓門廊，以及海地文化所特有的鏤空格子圖案裝飾。奧洛夫森旅館 (Hotel Oloffson) 曾經是海地兩位前總統的私人住宅，是薑餅風格時期的代表作，目前已成為城市旅遊活動的熱門中心。
每年11月初的Fet Gede活動，也是拉丁美洲許多國家的亡靈節。海地人在這個節日是結合巫毒教的傳統儀式，穿著白色棉衣和紫色頭巾，在街上狂歡飲酒遊行，最後到達墓地後，人們會為亡靈獻上食物，並將酒倒在墓碑上，向逝去的親友表示敬意。

## 教育
- 海地國立大學
- Lycée Français
- 基斯克亞大學
- 加勒比大學

## 交通
太子港有一个國際機場杜桑·卢维杜尔國際機場。

## 联合国维和部队
由于海地时常发生动乱，联合国于2004年3月1日晚上一致通过《第1529号决议》，授权向海地派遣多国维和部队，帮助海地维持社会安全与稳定。现有多个国家派遣的维和部队部署在太子港。在2010年1月12日的地震中，联合国维和部队总部大楼严重损毁。

## 姐妹城市
- 美国邁阿密[5]
- 加拿大蒙特利尔[6]
- 中华人民共和国青岛市[5]